# Виккерс, Роберт Борисович
Ро́берт Бори́сович Ви́ккерс (31 июля 1931 года, Киев — 31 декабря 2000 года, там же) — советский и украинский писатель, драматург, автор сценариев игровых, документальных, научно-популярных и мультипликационных фильмов. Создатель юмористического ежемесячника «Блин». Ведущий и редактор развлекательных радиопередач «Труба» и «Смачного!». Автор около сотни сценариев телевизионных передач (таких как первые «Голубой огонёк», «КВН» и прочие). Соавтор (совместно с А. Каневским) каждой из программ Тарапуньки и Штепселя, член Союза кинематографистов СССР (1975) и Украины.

## Биография
Родился в семье киевского краеведа и исследователя городской топонимики Бориса Семёновича Виккерса (1902—1971), инженера-механика на заводах «Ленинская кузница» и имени Лепсе, и Брониславы Моисеевны Виккерс (1904—1956). Во время Великой Отечественной войны с родителями и младшим братом Герольдом (1939) находился в эвакуации в Новосибирске, где отец работал на авиазаводе.
В 1948 году Роберт окончил среднюю школу № 91 (в Киеве). После окончания школы устроился на работу слесарем на заводе медицинской аппаратуры. Впоследствии перешёл на Киностудию им. Довженко, где создавал макеты для комбинированных съёмок. Во время работы на киностудии им. Довженко посещал драматическую студию в Доме Народного творчества, а также создавал эстрадные произведения и писал для газет.
С 1955 по 1956 год работал в Житомирской филармонии актёром.
В 1990 году основал ежемесячник «Блин» и с 1990 по 1997 работал его главным редактором. С 1998 года заведовал отделом юмора в газете «Всеукраинские ведомости».

## Публикации
- Виккерс Р. Юрий Тимошенко и Ефим Березин. — Искусство, 1982. — 221 с. — Тираж 25 000 экз.[5].
- Виккерс Р. Б., Каневский А. С.; [Ил. И. Я. Лившиц]. Как стать любимым. Сер: Репертуар художественной самодеятельности № 7. Репертуарный сборник. — М.: Искусство: 1975. — 56 с.
- А что у вас?: миниатюры для эстрады / Виккерс Р. Б., Каневский А. С.. — М. : Искусство, 1971. — 31 с. ; 20 см. — (Репертуар художественной самодеятельности ; № 22).
- 14 публикаций в газете «Правда».

## Сценарист[6]
- 1969 — «Мистерия-Буфф»;
- 1975 — «Верните Рекса»; Авторы сценария — Р. Б. Виккерс, А. С. Каневский. Режиссёры мультфильма — В. И. Пекарь, В. И. Попов.
- 1975 — «Четыре неразлучных таракана и сверчок»;
- 1976 — "Дело поручается детективу Тедди. Дело № 001. Бурый и Белый;
- 1978 — «Октябрьский марш»;
- 1980 — «Приключения на даче»;
- 1983 — «Крылья» — режиссёр Давид Черкасский;
- 1985 — «Чумацкий шлях».